# Indicador económico
Un indicador económico es un tipo de dato de carácter estadístico sobre la economía que permite realizar un análisis de la situación y del rendimiento de la economía tanto pasada como presente, y en muchos casos sirve para realizar previsiones sobre la futura evolución de la economía. Otra de las utilidades de los indicadores económicos es el estudio de los ciclos económicos.

## Definición
No existe una definición oficial por parte de algún organismo nacional o internacional, sobre indicadores económicos, pero la definición proporcionada por Bauer en 1966, de los indicadores sociales es fácilmente extrapolable a los indicadores económicos, objeto de este artículo: 
“Los indicadores sociales son estadísticas, serie estadística o cualquier forma de indicación que nos facilita estudiar dónde estamos y hacia dónde nos dirigimos con respecto a determinados objetivos y metas, así como evaluar programas específicos y determinar su impacto”. 
La historia de los indicadores económicos se remonta a finales de la década de los 30 y principios de la década de los 40, cuando el National Bureau of Economic Reseach (NBER) publicó el trabajo empírico de Burnes y Mitchell (1946) en el que se recogía una lista de indicadores ( según la clasificación temporal que se mostrará más adelante) coincidentes, rezagados y adelantados del ciclo económico de los Estados Unidos. 
Los indicadores económicos suelen ser elaborados y suministrados periódicamente por instituciones gubernamentales de los países correspondientes, pero no siempre, también son publicados en ocasiones por entidades de carácter privado como por ejemplo S&P, Moody's, NBER, etc., que normalmente realizan tareas de investigación estadística. En los Estados Unidos, por ejemplo, el Bureau of Labor Statistics (Oficina de Estadísticas Laborales), es la agencia gubernamental que se encarga de la recolección de datos y análisis del mercado laboral, mientras que en España es el INE (Instituto Nacional de Estadística de España), el encargado de publicarlos.

## Origen etimológico
Es conveniente entender la etimología antes de profundizar en el estudio. Indicador económico, está formado por dos palabras:
- La primera de ellas "Indicador": es una palabra que deriva del latín, más en concreto del verbo "indicare", que es la integración de :

1. el prefijo "in-", que tiene el significado de "hacia adentro"
2. el verbo "dicare", infinitivo presente activo de dicō, cuya traducción podría ser "mostrar", "señalar" y
3. el sufijo "-dor", que forma sustantivos a partir de verbos, con el significado de "agente", "instrumento" o "lugar" de la acción indicada por el verbo base.

- Por otro lado "Económico": es una palabra derivada del griego. Que también consta de tres componentes:

1. "oikos", cuya traducción es "casa"
2. "nomos", que puede traducirse como "regla" o "ley" y
3. el sufijo "-ikos", que significa "relativo a"

De modo que un indicador económico, es algo que indica sobre la economía. Un índice que permite representar una realidad económica de manera cuantitativa. .

## Clasificación de los Indicadores Económicos
Es posible encontrar diferentes criterios a la hora de establecer una clasificación de los indicadores económicos, en esta sección se describen algunos de ellos:

### Clasificación temporal o en función del tiempo de reacción
Siguiendo las ideas de Burns y Mitchell (1946) y Moore (1961), es posible establecer una clasificación temporal, que emplea como criterio el tiempo de reacción del indicador, es decir el tiempo de reacción de la variación de la información (el valor) aportada por el indicador, comparada con el comportamiento de la economía en el momento en el que dicha información está disponible y de este modo establece tres grandes grupos de indicadores:
- Indicador económico retardado o rezagado: también denominados lagging del inglés, en este grupo nos encontramos los indicadores cuyo valor cambia después de que haya cambiado la economía.[6] Por ejemplo, la tasa de desempleo: la creación de empleo se produce meses después de que la economía haya experimentado una mejoría más o menos significativa. Estos indicadores permiten conocer qué ha ocurrido con los movimientos de la economía en el pasado, por lo que su función es la de confirmar las previsiones realizadas sobre los ciclos económicos.
- Indicador económico adelantado o líder: denominados en inglés leading, son aquellos cuyo valor experimenta un cambio previo al de la economía en general.[7] Este tipo de indicadores son muy útiles para predecir aceleraciones o deceleraciones en una economía en general o de un sector concreto. Por ejemplo, el IPC (el Índice de Precios al Consumo),  los índices de entrada de pedidos en la industria o la demanda de financiación por parte de las empresas, experimentan un aumento previo al crecimiento de la economía. El conocimiento de estos indicadores anticipa los movimientos futuros de la economía, por lo que su función es la de “rastreadores” o "detectores" de tendencias. Otro indicador adelantado es el rendimiento del mercado de valores pues el mercado de valores normalmente comienza su caída antes de que la economía en general lo inicie y el ascenso del mercado de valores también es previo a la recuperación económica.
- Indicador económico coincidente: en este caso el valor del indicador cambia al mismo tiempo que la propia economía.[6] Por el ejemplo, el PIB (producto interior bruto), la producción industrial  o las ventas al por menor son considerados indicadores coincidentes, puesto que su valor cambia a la vez que la propia economía. Este tipo de indicadores, se emplean en el estudio de los ciclos económicos,para detectar posibles picos y valles.[8]

### Clasificación en función de la tendencia
En esta ocasión el criterio para agrupar los indicadores, es la tendencia o evolución del indicador comparada con la propia de la economía general, y de este modo tenemos: 
- Indicadores económicos procíclicos: evolucionan en el mismo sentido que la economía. Si la evolución de la economía es positiva, entonces su evolución también lo es y si es negativa, su evolución es negativa también. Por ejemplo, el PIB, si la economía está creciendo su valor aumenta y si la economía está en recesión su valor disminuye.
- Indicadores económicos contracíclicos: su evolución es el sentido opuesto al de la economía general. Por ejemplo, la tasa de desempleo o de paro que aumenta cuándo la economía va mal.
- Indicadores económicos acíclicos: en este caso la evolución de estos indicadores no tiene correlación, o es muy pequeña, con la evolución de la economía, su valor pueden subir o bajar en cualquier momento del ciclo económico.

### Clasificación en función del ámbito económico
En esta clasificación es el ámbito económico o aspecto económico principal en el que se utiliza el indicador, el criterio que se emplea para agrupar los clasificadores.En este caso tendremos:
- Indicadores económicos de crecimiento económico: dentro de este grupo nos encontramos uno de los indicadores más relevantes para el estudio de la evolución de la economía, el producto interior bruto (PIB), pero también están sus derivados.
- Indicadores económicos de la situación del mercado de trabajo: el más empleado es la tasa de desempleo o de paro pero también nos encontramos aquí la tasa de actividad, tasa de ocupación, etc
- Indicadores económicos de los precios: como el Índice de Precios al Consumo (IPC) que se utiliza para ver la evolución de los precios de la cesta de la compra y que se emplea como referente de las subidas salariales o de las pensiones. El índice de precios industriales, el índice de precios de exportación, etc. Dentro de este grupo también estarían todos los relacionados con el precio del dinero, como los diferentes tipos de interés, de especial importancia a la hora de solicitar un préstamo o financiar la compra de cualquier tipo de bienes.
- Indicadores económicos de las cuentas del sector público: son aquellos relacionados con los presupuestos del sector público .
- Indicadores económicos de las cuentas con el exterior: son los que se emplean en el análisis de la cuentas de las actividades económicas con el extranjero como por ejemplo la Balanza de Pagos.

## Principales indicadores económicos
Seguidamente se recogen las definiciones de algunos de los indicadores económicos citados con anterioridad:
1. PIB Producto Interior o Interno Bruto: el PIB es la suma de los valores de mercado de todos los servicios y bienes finales producidos por los recursos (trabajo y capital) de la economía que residen en el país. Puede calcularse a "precios de mercado” y a “costo de factores”, la diferencia entre estos dos es el trato de los impuestos indirectos y subsidios, ya que los precios de mercado incluyen los impuestos netos de subsidios a la producción y a los productos, mientras que no están considerados en los costos de factores. La creación de este indicador se atribuye al premio nobel de economía Simon Kutznets.
2. Tasa de Paro o de Desempleo:  porcentaje de la población activa (Población que está en edad de trabajar y dispuesta a trabajar, que busca trabajo) que se encuentra desempleada.
3. Inflación: La inflación mide el aumento generalizado de los precios de los bienes y servicios en un país. Para medir la inflación se utilizan una serie de índices (el más habitual es el IPC), para reflejar el crecimiento porcentual de una cesta de bienes ponderada.
4. El Índice de precios de consumo o al consumidor (IPC): es una medida estadística de la evolución de los precios de los bienes y servicios que consume la población residente en viviendas familiares en un país. El conjunto de bienes y servicios, que conforman la cesta de la compra, se obtiene básicamente del consumo de las familias y la importancia de cada uno de ellos en el cálculo del IPC está determinada por dicho consumo.[9]
5. Tipo de cambio: el tipo de cambio es el precio de la moneda de un país (divisa) en términos de otra.
6. Tasa o tipo de interés: es el precio de la utilización del dinero.
7. Prima de riesgo:  es la diferencia de tasas que existe entre países a la hora de financiarse. Si las posibilidades de que un país no pague su deuda son más altas, la prima de riesgo del mismo experimentará una subida y consecuentemente aumentarán los tipos de interés.
8. Balanza de pagos:  la balanza de pagos registra sistemáticamente la cantidad de pagos que el país recibe de otros extranjeros y la cantidad de pagos que el país efectúa hacia el exterior durante un período de tiempo determinado, generalmente un año.

## Cálculo de los indicadores económicos[10]
A la hora de calcular los indicadores económicos es posible seguir diferentes metodologías, siendo las más empleadas la aportada por el National Bureau of Economic Research (NBER) y el Departamento de Comercio de Estados Unidos, la propuesta por la Organización para la Cooperación y el Desarrollo Económico (OCDE) y la metodología basada en la implementación de los modelos de análisis factorial desarrollados originalmente por Sargent y Sims (1977) y Geweke (1977), y extendidos posteriormente por otros autores (Stock y Watson, 1989 y 1988; y Forni, et al., 2000 y 2005).